# Christine Ebner
Christine Ebner (n. Núremberg, 1277 - f. Engelthal, 1355), escritora y religiosa alemana, mística y visionaria.

## Trayectoria
Christine fue la décima hija de Seyfried Ebner y Elisabeth Kuhdorf. Se hizo monja dominica y comenzó a tener visiones. Su confesor, Conrado de Füssen, fue quien la animó a poner esas visiones por escrito.
A los 16 años empezó a tener visiones. Practicaba un régimen de auto privación y autoflagelación y tras una grave enfermedad a los 16 años empezó a tener visiones. Cuando cumplió los 20 años era famosa fuera de su monasterio y en 1350 el emperador Carlos IV pidió su bendición.  Henry de Nördlingen le hizo una visita de tres semanas y comenzó una relación epistolar con ella.  Escribió el libro de sus visiones que apareció en varias versiones y una biografía colectiva de su monasterio.
En una de sus visiones aparece involucrada en el nacimiento de Cristo.
Los escritos de Ebner no fueron editados hasta 1872.